# Cordon sanitaire (Politik)

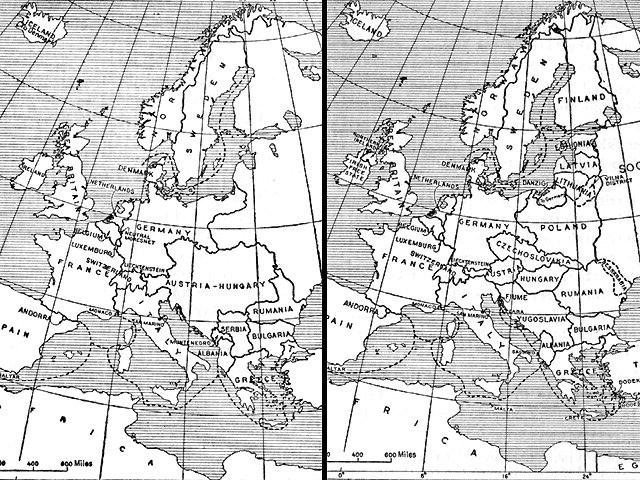
Europa vor (links) und nach dem Ersten Weltkrieg (rechts; 1924). Rechts deutlich sichtbar die aus ehemaligen Bestandteilen Österreich-Ungarns, des Deutschen Kaiserreichs, sowie des Russischen Zarenreichs zur Eindämmung von Expansionsbestrebungen sowohl der ehemaligen Mittelmächte als auch der neu entstandenen Sowjetunion gebildete Pufferzone des Cordon sanitaire in Osteuropa.

Cordon sanitaire war ursprünglich die Bezeichnung für ein System von Grenzkontrollen zur Eindämmung von Seuchen, sowie das Gebiet, in dem diese Kontrolleinrichtungen bestanden.
Nach dem Ersten Weltkrieg diente der Begriff auch als politisches Schlagwort für den 1919/20 geschaffenen Gürtel aus unabhängigen Staaten zwischen der Sowjetunion und dem westlichen Europa. Er reichte von Finnland über die baltischen Staaten und Polen bis Rumänien und sollte es vor der „bolschewistischen Weltrevolution“ schützen. Der Hitler-Stalin-Pakt teilte diesen Staatengürtel 1939 in eine deutsche und eine sowjetische Interessensphäre. Das Schlagwort soll vom damaligen französischen Außenminister Stéphen Pichon geprägt worden sein. Später wurde es auch auf andere Pufferzonen zwischen gegnerischen Staaten angewandt.

## Pufferzone in Europa von 1919 bis 1939
Die Nachkriegsordnung Europas nach dem Ersten Weltkrieg wurde in den Pariser Vorortverträgen 1919/1920 von den Siegermächten Großbritannien, Frankreich und den USA festgelegt. Aus Gebieten, die bis zum Zusammenbruch dieser Monarchien großteils zum Deutschen Reich, Österreich-Ungarn oder Russland gehört hatten, wurde ein Gürtel aus neu geschaffenen oder vergrößerten Staaten von der Ostsee bis zur Adria und zum Schwarzen Meer geschaffen. Dazu gehörten alle infolge des Ersten Weltkrieges entstandenen neuen Staaten in Ostmitteleuropa: Finnland, die baltischen Staaten, Polen, die Tschechoslowakei, Ungarn, Jugoslawien, außerdem Rumänien. Diese Kette souveräner Staaten mit westlicher Orientierung sollte Europa vor dem Kommunismus und Sowjetrussland bzw. der Sowjetunion schützen, deren Führung den bürgerlichen Mächten mit der Weltrevolution drohte.
Frankreich sah in diesen Staaten nicht nur einen Schutzwall gegen die Sowjetunion, sondern darüber hinaus auch potenzielle Verbündete, die einer erneuten deutschen Expansion entgegenstehen sollten. Viele dieser Staaten waren aber nach Bevölkerungszahl und wirtschaftlicher Stärke sowohl Deutschland als auch der Sowjetunion unterlegen, die beide danach strebten, ihre Einflusssphären aus der Vorkriegszeit wiederherzustellen.

### Konstruktionsprobleme und innere Spannungen
Die Möglichkeiten der Länder des „Cordon“, sich hinsichtlich ihrer Sicherheit auf die Westmächte zu stützen, waren von Anfang an unzureichend. Großbritannien lehnte bis 1939 jedes bündnispolitische Engagement in Ostmitteleuropa ab, erst im Frühjahr 1939 gab es eine Garantie für die Unabhängigkeit Polens ab (Näheres hier). Frankreich beschränkte sich auf defensive Militärbündnisse mit Polen (1921 und 1925) und der Tschechoslowakei (1924), die sich gegen Deutschland richteten, sowie Rumänien (1926) und Jugoslawien (1927), gegen die Sowjetunion. Die bilateralen Bündnisse dienten auch dem Spannungsabbau der Partner untereinander. Zwischen Polen und Rumänien kam es seit 1921 zu einer Bündnisverpflichtung für den Fall eines sowjetischen Angriffs.
Die Bündnispolitik der Staaten des „Cordon“ wurde dadurch erschwert, dass sie untereinander Gebietsansprüche erhoben. Eine Wurzel dieser Grenzkonflikte lag im Grundsatz des Selbstbestimmungsrechts der Völker, der nach dem Willen der Siegermächte des Ersten Weltkrieges die Neuordnung Europas nach ethnisch-nationalen Gesichtspunkten ermöglichen sollte, aber nicht durchzuhalten war. Es entstanden neue Vielvölkerstaaten wie die Tschechoslowakei, Jugoslawien und Rumänien mit erheblichen Nationalitätenproblemen.
Wie Europa als Ganzes, so war auch der Cordon sanitaire in zwei unterschiedliche Hälften, die der Gewinner und die der Verlierer, geteilt. Zu den Gewinnern zählten Jugoslawien, Rumänien und die Tschechoslowakei. Sie versuchten, ihren neuen Gebietsstand zu wahren. Ungarn und Bulgarien waren auf der Verliererseite und strebten deswegen eine Revision der Nachkriegsregelungen an. Bedeutende Teile ihrer volkszugehörigen Bevölkerung lebten in den umliegenden neu entstandenen Staaten. Um sich gegen die Ansprüche Ungarns zu schützen, schlossen sich die Tschechoslowakei, Jugoslawien und Rumänien zur Kleinen Entente zusammen. Auf französische Initiative wurde sie 1934 mit der Balkanentente von Griechenland, Jugoslawien, Rumänien und der Türkei verbunden, die sich gegen Ansprüche Bulgariens richtete.

### Auflösung und Untergang aufgrund der Appeasementpolitik
Infolge der Appeasement-Politik Frankreichs und Englands gegenüber dem Deutschen Reich lockerten sich in den 1930er Jahren die Bindungen zwischen den Staaten des „Cordon“ und den Westmächten. Im Zweiten Weltkrieg gerieten sie zunächst – als besetzte oder verbündete Staaten – unter den Einfluss Deutschlands.

## Europa nach dem Zweiten Weltkrieg
Im Kalten Krieg nach 1945 bis zum Zerfall der Sowjetunion 1989/1991 bildeten die Staaten dieses Sicherheitsgürtels (außer Finnland und Jugoslawien), der sich ursprünglich gegen die Sowjetunion gerichtet hatte, das westliche Glacis des sowjetischen Einflussbereichs.
Nach 1999 wurde ein großer Teil der Staaten des ehemaligen „Cordon“ Mitglied der NATO. Die drei baltischen Staaten an der Ostsee, Polen, Tschechien, Slowakei, Ungarn, Bulgarien sowie Rumänien gehören nicht mehr zum russischen Einflussbereich, sondern sind wie auch Slowenien und Kroatien Mitglied der NATO. Am 1. Mai 2004 trat auch die EU-Osterweiterung in Kraft. 2007 wurden auch Bulgarien und Rumänien EU-Mitglieder.